# Jaqueline Lima
Jaqueline Maria Lopes Lima (23 de abril de 2001) es una deportista brasileña que compite en bádminton. Ganó dos medallas de bronce en los Juegos Panamericanos de 2019, en las pruebas de dobles y dobles mixto.

## Palmarés internacional
| Juegos Panamericanos | Juegos Panamericanos | Juegos Panamericanos | Juegos Panamericanos |
| Año                  | Lugar                | Medalla              | Prueba               |
| -------------------- | -------------------- | -------------------- | -------------------- |
| 2019                 | Lima (Perú)          | Medalla de bronce    | Dobles               |
| 2019                 | Lima (Perú)          | Medalla de bronce    | Dobles mixto         |